# رينان غيديس
رينان غيديس هو لاعب كرة قدم برازيلي، ولد في 19 يناير 1998 في ساو باولو في البرازيل.

## وصلات خارجية
- رينان غيديس على موقع قاعدة بيانات كرة القدم.إي يو (الإنجليزية)
- رينان غيديس على موقع Soccerway.com (الإنجليزية)